# لا تقل أبدا مرة أخرى
لا تقل أبدا مرة أخرى (بالإنجليزية: Never Say Never Again)‏ هو فيلم حركة تم إنتاجه في المملكة المتحدة وصدر في سنة 1983. من بطولة شون كونري وماكس فون سيدو وكيم بايسنجر. أحد أفلام سلسة جيمس بوند.

## القصة
بعد فشل عميل القسم MI6 جيمس بوند ورقمه الكودي 007، في التدريبات الروتينية، قامت رئيسته M بإعطاء أوامر لإرسال بوند إلى عيادة صحية خارج لندن للعودة إلى شكله الطبيعي. في حين أن هناك والشهود بوند ممرضة غامضة تدعى فاطمة أحمر الخدود إعطاء الضرب سادي لمريض في غرفة مجاورة. وضمادة وجه الرجل، وبعد انتهاء أحمر الخدود الضرب لها، يرى بوند المريض باستخدام الجهاز الذي يمسح عينه. وينظر السندات التي كتبها أحمر الخدود ويتم إجراء محاولة لقتله في وقت لاحق في صالة الألعاب الرياضية العيادة، ولكن بوند تمكن من هزيمة قاتل.
هذه الممرضة لها صديق هو طيار القوات الجوية الأمريكية يدعى جاك Petachi، هم نشطاء من SPECTRE، منظمة اجرامية يديرها ارنست ستافرو Blofeld. Petachi خضع لعملية جراحية في عينه اليمنى لجعلها تتناسب مع نمط شبكية العين من رئيس الولايات المتحدة، الذي كان يستخدم للتحايل على الأمن الاعتراف القزحية في قاعدة عسكرية أمريكية في انكلترا. أثناء القيام بذلك، وقال انه يحل محل الرؤوس الحربية وهمية في اثنين من صواريخ كروز برؤوس نووية الحية. SPECTRE ثم يحصل على الرؤوس الحربية لابتزاز مليارات الدولارات من حكومات حلف شمال الاطلسي. استحى في وقت لاحق قتل Petachi.
بناء على أوامر من رئيس الوزراء، M يعيد تنشيط مضض المزدوج 0 القسم ويتم تعيين بوند مهمة تعقب الأسلحة في عداد المفقودين. يلتقي دومينو Petachi، شقيقة الطيار، وعشيقها الأثرياء، ماكسيميليان لارغو، وكيل شبح. السندات تتبع ارغو ويخته إلى جزر البهاما، حيث الساريات مع أحمر الخدود وارغو.
وأبلغ السندات التي كتبها نايجل الصغيرة-فاوست من القنصلية البريطانية أن اليخت ارغو يتجه الآن لنيس، فرنسا. هناك، بوند ينضم إلى القوات مع نظيره له CIA، فيليكس ليتر. السندات يذهب إلى صالون للتجميل حيث يشكل كموظف، وبينما يعطي دومينو التدليك، وأبلغ من قبل لها أن ارغو تستضيف حدثا في كازينو في ذلك المساء. في هذا الحدث الخيري، وارغو بوند لعب لعبة فيديو 3-D دعا الهيمنة، والخاسر الحاجة إلى اتخاذ صدمة كهربائية من أعلى كثافة أو دفع الرهان النقدية المقابلة، والذي يفوز بوند في نهاية المطاف. السندات ثم يبلغ دومينو وفاة أخيها. بوند يعود إلى فيلته لإيجاد نيكول، على اتصال الفرنسي، الموتى، بعد أن قتلت أحمر الخدود. بعد مطاردة سيارة على دراجته النارية، أحمر الخدود يلتقط بوند. اضطر لكتابة مذكراته وضع لها كما شريكه الجنسي "رقم واحد"، يستخدم بوند له Q-فرع قضية قلم حبر أحمر الخدود لاطلاق النار.
السندات وفيليكس ثم محاولة الصعود على متن يخت السيارات، ارغو، فإن الصحن الطائر، بحثا عن الرؤوس الحربية النووية المفقودة. السندات تصبح المحاصرين والتي اتخذت، مع دومينو، إلى تدمر، وقاعدة لارغو للعمليات في شمال أفريقيا. ارغو يعاقب دومينو لخيانته له من قبل المزاد العلني لها قبالة لبعض العرب عابرة. السندات في وقت لاحق يهرب وينقذ دومينو.
بعد نجدتها، دومينو والسندات جمع شملهم مع فيليكس على غواصة تابعة للبحرية الأمريكية وتتبع لارغو إلى موقع يعرف باسم الدموع من الله، دون واحة الصحراء. السندات ويتر التسلل إلى منشأة تحت الأرض ومعركة بالاسلحة النارية اندلعت بين فريق فيليكس والرجال لارغو في المعبد. في الخلط ارغو يجعل المهرب مع واحد من الرؤوس الحربية. السندات المصيد وتحارب ارغو تحت الماء. تماما كما يحاول ارغو لتفجير قنبلة الماضية، وقتل من قبل دومينو، الانتقام لموت أخيها. السندات ثم يعود إلى جزر البهاما مع دومينو.

## الميزانية والإيرادات
بلغت تكلفة إنتاج الفيلم حوالي 36 مليون دولار بينما حقق أرباحا تقدر بـ 160 مليون دولار.

## وصلات خارجية
- لا تقل أبدا مرة اخرى على موقع IMDb (الإنجليزية)
- لا تقل أبدا مرة اخرى على موقع ميتاكريتيك (الإنجليزية)
- لا تقل أبدا مرة اخرى على موقع الموسوعة البريطانية (الإنجليزية)
- لا تقل أبدا مرة اخرى على موقع روتن توميتوز (الإنجليزية)
- لا تقل أبدا مرة اخرى على موقع نتفليكس (الإنجليزية)
- لا تقل أبدا مرة اخرى على موقع قاعدة بيانات الأفلام العربية
- لا تقل أبدا مرة اخرى على موقع ألو سيني (الفرنسية)
- لا تقل أبدا مرة اخرى على موقع Turner Classic Movies (الإنجليزية)
- لا تقل أبدا مرة اخرى على موقع أول موفي (الإنجليزية)
- لا تقل أبدا مرة اخرى على موقع بوكس أوفيس موجو (الإنجليزية)